# Даниил Московский (подводная лодка)
Б-414 «Даниил Московский» — советская и российская торпедная атомная подводная лодка проекта 671РТМК «Щука», ранее К-414.

## История
Лодка заложена 1 декабря 1989 года на Адмиралтейском заводе в Ленинграде под обозначением К-414, спущена на воду 31 августа 1990 года. В том же году переведена в Северодвинск и 30 декабря вошла в строй, входила в состав 6-й дивизии подводных лодок с базированием на Видяево.
3 июня 1992 года переклассифицирована и переименована в Б-414. В 1993 году выполнила боевую службу в Атлантике. В 1994 году Б-414 совместно со стратегической АПЛ К-18 приняла участие в групповом арктическом походе, всплыв в точке Северного полюса, за что командир экипажа был удостоен звания «Герой России». В 1994 году при расформировании 6-й ДиПЛ передана в состав 7-й дивизии подводных лодок.
25 августа 1995 года осуществляла задачи обеспечения ракетных пусков ТРПКСН ТК-20, в сентябре того же года совершила транспортную миссию, доставив 10 тонн продовольствия в посёлок Харасавэй. 18 сентября 1996 года получила именное наименование «Даниил Московский» в честь первого удельного князя Московского Даниила Александровича.
6 сентября 2006 года при нахождении на полигоне в Баренцевом море с 505-м экипажем на борту, на лодке возник пожар в электромеханическом отсеке. Сработала аварийная защита, реакторы остановились, мичман Шабанов и матрос контрактной службы Этюев, первыми вступившие в борьбу с огнём, получили смертельное отравление угарным газом. Их эвакуировали на подошедшее спасательное судно, но спасти уже не смогли. Пожар был ликвидирован и лодка при помощи надводных судов была отбуксирована на базу в Видяево.
18 ноября 2012 года экипаж Б-414, выполнявший задачи в Баренцевом море, пришёл на помощь экипажу рыболовного судна «Рыбачий», следовавшему на рыбный промысел и подавшему сигнал бедствия. Подводники, находившиеся в непосредственной близости от района бедствия, незамедлительно приступили к спасательной операции. В сложных метеоусловиях экипаж АПЛ принял на борт рыбаков, боровшихся с поступлением забортной воды. Пострадавших в результате чрезвычайного происшествия благополучно доставили на берег.
Дислоцировался в посёлке Видяево и входил в состав 7-й дивизии АПЛ. По данным «Известий», на металлолом разрежут подлодки К-414 «Даниил Московский», К-211 «Петропавловск-Камчатский», К-433 «Святой Георгий Победоносец» и К-223 «Подольск».
28 октября 2022 года спущен Военно-морской флаг, списана и 12 ноября 2022 года отбуксирована на утилизацию на СРЗ «Нерпа».